# Euxoa subsignata
Euxoa subsignata là một loài bướm đêm trong họ Noctuidae.